# Natalia Szroeder

Firma di Natalia Szroeder

Natalia Weronika Szroeder (Bytów, 20 aprile 1995) è una cantante polacca.

## Biografia
Natalia Szroeder è cresciuta in una famiglia musicale a Parchowo, un villaggio in Pomerania. Ha fatto la sua prima apparizione pubblica nel 2004, quando ha partecipato al programma televisivo Od przedszkola do Opola mandato in onda su TVP1.
Nel 2011 ha preso parte ad un episodio del talent show trasmesso su TVP2 Szansa na sukces, dove ha cantato Cicha woda di Maryla Rodowicz. Nello stesso periodo ha iniziato a condividere video musicali su YouTube; il suo singolo di debutto Jane è uscito l'anno successivo. Ha inoltre collaborato con il rapper Liber nei brani Wszystkiego na raz e Nie patrzę w dół.
Nel 2015 è stata una dei cinque giurati polacchi all'Eurovision Song Contest 2015. Nell'autunno successivo ha preso parte alla quarta edizione di Twoja twarz brzmi znajomo (la versione polacca del Tale e quale show) su Polsat, vincendo la quinta puntata con il massimo dei voti grazie alla sua interpretazione di I Have Nothing di Whitney Houston.
Nel 2016 è uscito il brano che ha segnato la svolta per la carriera di Natalia Szroeder, Lustra, con il quale ha partecipato al processo di selezione polacco per l'Eurovision Song Contest 2016, risultando la 5ª preferita dal televoto su nove concorrenti. Il singolo ha raggiunto la 6ª posizione in classifica in Polonia ed è stato certificato doppio disco di platino per le oltre 40 000 copie vendute. I due singoli successivi Domek z kart e Powietrze, pubblicati nello stesso anno, hanno rispettivamente ottenuto un disco d'oro e un disco di platino. I tre brani sono contenuti nell'album di debutto della cantante, Natinterpretacje, pubblicato il 28 ottobre 2016 dalla Warner Music Poland. Il disco ha raggiunto il 15º posto in classifica.
A marzo 2017 ha partecipato alla settima edizione di Taniec z gwiazdami, la versione polacca di Ballando con le stelle, vincendo la competizione insieme al suo partner di ballo Jan Kliment. È stata nuovamente parte della giuria polacca per l'Eurovision Song Contest 2018.

## Discografia

### Album in studio
- 2016 – Natinterpretacje
- 2021 – Pogłos
- 2024 – REM

### Singoli
- 2012 – Jane
- 2013 – Tęczowy
- 2014 – Ne pytaj jak
- 2015 – Samosiejka
- 2016 – Lustra
- 2016 – Domek z kart
- 2016 – Powietrze
- 2017 – Zamienię Cię
- 2017 – Zaprowadź mnie
- 2018 – Parasole
- 2019 – Nie oglądam się
- 2020 – Oddaj (con Vito Bambino)
- 2022 – Późne godziny (con Vito Bambino)
- 2022 – Osiedle
- 2022 – Przetańczyć z Tobą chcę całą noc (con Igo)
- 2022 – Czyj sen dziś śnisz? (con Daria Zawiałow)
- 2022 – Jeden świat (con Pezet)
- 2022 – Zima
- 2022 – Dancing Shoes
- 2023 – Żurawie (con Miuosh)
- 2023 – You Are My Sunshine
- 2024 – Północ
- 2024 – Sama na planecie
- 2024 – Upał
- 2024 – Zwierzęta nocy (con Mela Koteluk)
- 2024 – Ty się nie bój
- 2025 – Był bal (con Sanah)